# Bellot (futebolista)
Josenildo Francisco da Silva Bellot (Goiana, 8 de janeiro de 1964  — Rio de Janeiro, 23 de março de 2012), conhecido popularmente por Bellot, foi um futebolista e preparador de goleiros brasileiro que se notabilizou por ter atuado eventualmente como arqueiro até os 40 anos de idade, mesmo após encerrar a carreira no São Cristóvão de Futebol e Regatas. A situação inusitada foi tema de diversas reportagens e entrevistas.

## Biografia

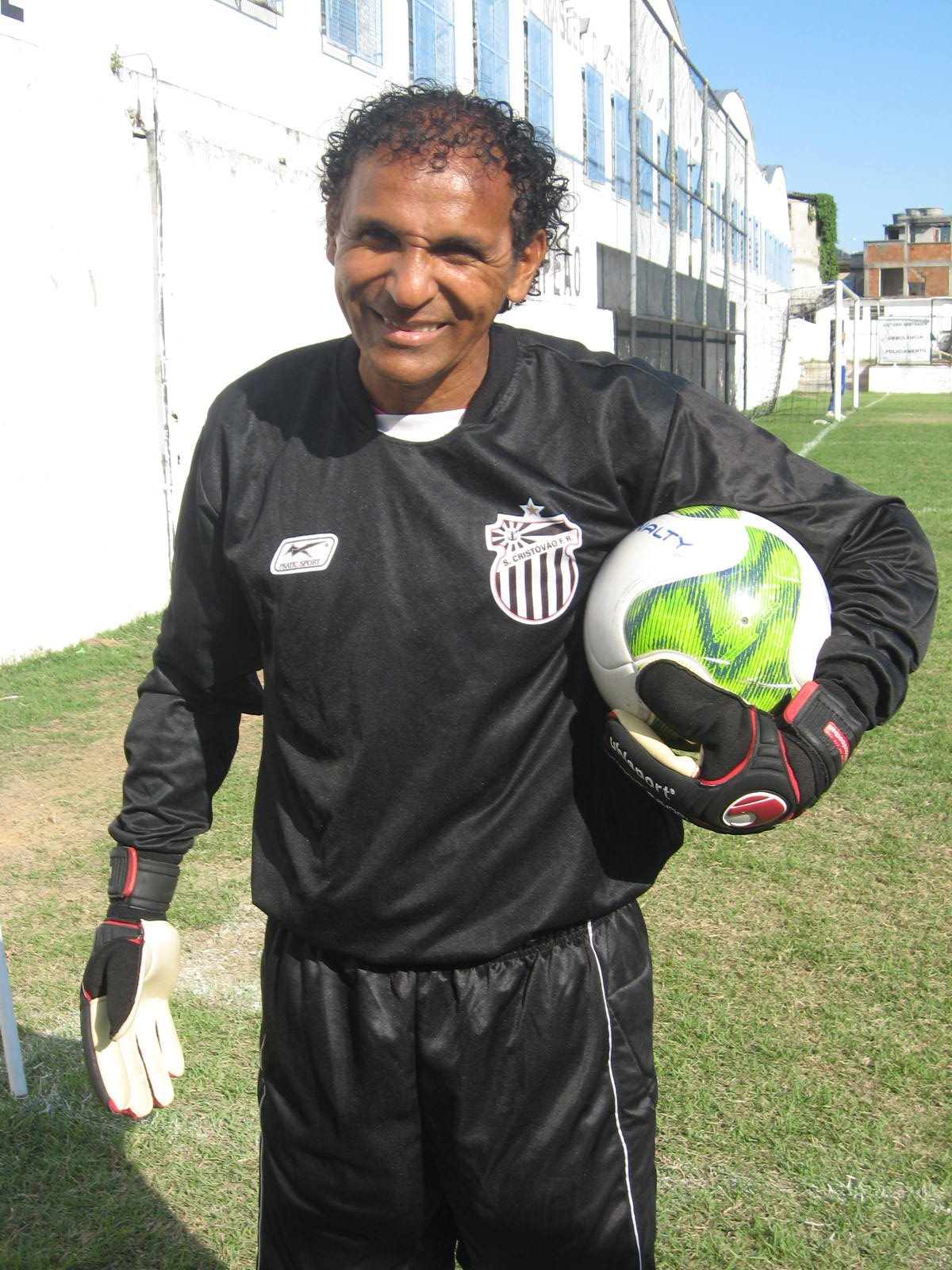
Bellot como arqueiro reserva do São Cristóvão em 2011

Nascido em Goiana, no estado de Pernambuco, foi revelado pelo America Football Club. Considerado bom goleiro, sua carreira não obteve maior projeção por causa de sua baixa estatura. Ainda quando atuava na categoria mirim, foi o primeiro goleiro a sofrer um gol de Romário, em jogo válido pelo Campeonato Estadual entre America x Olaria, no dia 12 de novembro de 1979.. Bellot começara sua carreira na escolinha do time americano e posteriormente passou a fazer parte das categorias de base. Sagrou-se campeão estadual infantil no ano de 1981. Na equipe profissional foi reserva, no final dos anos 80, de Paulo Sérgio.
Após doze anos, sem chances no time tijucano, foi levado pelo gerente de futebol, Jair Rabello, para atuar no futebol goiano. Inicialmente defendeu a meta do modesto Novo Horizonte, de Ipameri, mas obteve grande êxito no centro-oeste pela Anapolina em 1991.
Josenildo ainda atuou em vários times, entre os quais, Vila Nova (GO), Goiás (GO), Goiânia (G0), Goiatuba (GO), Anápolis, Novorizontino (SP), Santo André (SP), Portuguesa de Desportos (SP), XV de Jaú (SP), Atlético Goianiense (GO), Juventus (SP), Náutico (PE), Porto (PE), Santa Cruz Futebol Clube, Ríver (PI), União Rondonópolis (MT), Portuguesa (RJ), além do São Cristóvão por oito anos, antes de encerrar a carreira e trabalhar como funcionário do clube, acumulando ou diversificando diversas funções como as de treinador, assistente, supervisor, gerente de futebol e treinador de goleiros. Mas, mesmo após a aposentadoria oficial, Bellot vinha sendo inscrito pelo clube no Boletim Informativo de Registro de Atletas (Bira) da FFERJ, caso o clube tivesse algum problema de contusão com jogadores da posição. Portanto, era visto treinando com frequência e, assim, chegou a atuar alguns minutos em jogos oficiais, em 2011, ficando como opção no banco de reservas em outras partidas, até mesmo concomitantemente com o cargo de treinador. 
A partir de 2000, ao retornar definitivamente ao Rio de Janeiro, iniciou um trabalho comunitário paralelo ao de futebolista na Associação de Moradores de Oswaldo Cruz. Nasceria, portanto, a Escolinha de Futebol Bellot, fundada a 26 de fevereiro de 2000, situada na rua Nascimento Gurgel, nº 392. No seu auge havia 166 crianças registradas, que para participarem, eram obrigadas a terem 90% de freqüência escolar. A meta principal era a de orientá-las para que em seu tempo ocioso pudessem praticar atividades esportivas. Além disso, as que se destacavam eram encaminhadas a times de futebol.
De 2000 a 2012, Bellot é o recordista de partidas com a camisa cadete em toda a história do clube: 432 jogos disputados.
Em 2009 e 2010, assumiu o time principal no grupo X da Segunda Divisão, a repescagem do rebaixamento, e ajudou a manter o clube na Série B do Campeonato Estadual, livrando-o do inédito descenso à Série C.

## Morte
Morreu aos 46 anos de idade após um início de treinamento realizado no Estádio Figueira de Melo. A causa foi um infarto fulminante enquanto se dirigia ao túnel que liga o campo ao vestiário para buscar umas bolas. Ele ainda foi socorrido pelo supervisor Henrique Gaspar e levado imediatamente ao hospital Souza Aguiar, mas já chegou morto. O atleta havia comemorado mais de 20 anos de profissão e bodas de prata em seu casamento. Empresariava ainda a carreira do filho, MC Bellot, que atualmente é cantor e chegou a jogar na base do São Cristóvão.

## Títulos
Atlético Goianiense
- Campeonato Brasileiro de Futebol - Série C: 1990

Vila Nova
- Campeonato Goiano: 1993, 1994